# Contea di Luochuan
La contea di Luochuan (洛川县S, Luòchuān XiànP) è una contea della Cina, situata nella provincia dello Shaanxi e amministrata dalla prefettura di Yan'an.